# سعد الدين التفتازاني
مسعود بن عمر التفتازاني المعروف بسعد الدين التَّفْتَازاني (722هـ - 792هـ)، ولد بقرية تفتازان من مدينة نسا في خراسان في صفر سنة 722 هـ في أسرة عريقة في العلم حيث كان أبوه عالماً وقاضياً وكذا كان جده ووالد جده من العلماء، عالماً بالفلسفة والكلام والمنطق والرياضيات والطبيعيات، وله مشاركة في الفقه والنحو والأصول

## اسمه ومولده
هو الإمام سعد الملة والدين أبو سعيد مسعود بن عمر بن محمد بن أبي بكر بن محمد بن الغازي التفتازاني السمرقندي الحنفي، ولد في صفر سنة 722 هـ

## صفاته
كان السعد التفتزاني إماما من أئمة التحقيق والتدقيق فقد انتهت إليه رئاسة العلم في المشرق في زمنه وفاق الأقران، وبرز في النحو والصرف والمنطق والمعاني والبيان والأصول والتفسير وعلم الكلام وغيرها من العلوم، وكان يفتي بالمذهبين الشافعي والحنفي وانتهت إليه رياسة الحنفية في زمانه.

## شيوخه
- عضد الدين عبد الرحمن بن أحمد بن عبد الغفار الإيجي المتوفى سنة 756 هـ قاضي قضاة المشرق وشيخ الشافعية ببلاد ما وراء النهر، وقد لازمه السعد ملازمة تامة وعليه تخرج في علم الكلام والأصول والمنطق والبلاغة وكان كثير الثناء عليه.
- قطب الدين محمود -أو محمد- بن محمد نظام الدين الرازي التحتاني-تمييزًا له عن آخر كان يسكن معه بأعلى المدرسة الظاهرية- المتوفى سنة 766 هـ.
- بهاء الدين السمرقندي الحنفي.
- ضياء الدين عبد الله بن سعد الله بن محمد عثمان القزويني الشافعي المعروف بالقرمي وبابن قاضي القرم المتوفى سنة 780 هـ.

## تلامذته
تتلمذ على السعد جملة من طلبة العلم نبغ منهم كثير ومنهم:
- حسام الدين حسن بن علي بن حسن الأبيوردي الخطيبي (761- 816هـ) أخذ عنه علوم المعقول.
- حيدر بن أحمد بن إبراهيم الرومي الحنفي المعروف بشيخ التاج (780- 854هـ).
- علاء الدين علي بن موسى بن إبراهيم الرومي الحنفي (756- 841هـ).
- محمد بن عطاء الله بن محمد الرازي الشافعي قاضي القضاة (767- 829هـ).
- شمس الدين محمد بن فضل الله بن مجد الدين الكريمي (773- 861هـ).
- علاء الدين محمد بن محمد بن محمد بن محمد البخاري الحنفي (770- 841هـ).
- جمال الدين يوسف بن ركن الدين مسيح الأوبهي الخراساني السمرقندي.

## مؤلفاته
ألف السعد التفتازاني كتبًا كثيرة في علم الكلام والأصول والمنطق والبلاغة وأضحت هي كتب الدرس في جل المعاهد والمدارس العلمية، ومن أهم مصنفاته:
- شرح تصريف الزنجاني. وهو شرح لمتن التصريف المشهور بـالعزيوالذي وضعه عز الدين إبراهيم بن عبد الوهّاب بن عماد الدين بن إبراهيم الزنجاني (ت:655هـ) وقد شرحه السعد سنة 738هـ وأتمه في شهر شعبان وله من العمر ست عشرة سنة تقريبًا وهو أول مصنفاته. وقد اشتهر هذا الشرح وله نسخ خطية متعددة، وأول طبعه كان بالقسطنطينية سنة 1253هـ ثم طبع بطهران ودهلي وبمومباي ولكنو ثم بالقاهرة سنة 1307هـ كما كتب عليه العلماء بعض الحواشي.
- إرشاد الهادي. وهو كتاب في النحو فرغ منه في خوارزم سنة 774هـ وهو متن مختصر على غرار |الكافية لابن الحاجب. وقد طبع محققًا بمطبعة دار البيان العربي بجدة عام 1405هـ كما كتب عليه العلماء شروحًا.
- الشرح المطول على تلخيص المفتاح. ويعرف بـ«المطول» وهو شرح على كتاب «تلخيص المفتاح» لجلال الدين محمد بن عبد الرحمن بن عمر القزويني (ت:739هـ) والذي هو تلخيص للقسم الثالث من كتاب «مفتاح العلوم» لسراج الدين يوسف السكاكي (ت:626هـ) والمتعلق بعلم المعاني والبيان. وقد بدأ السعد شرحه ذاك بخوارزم يوم الاثنين الثاني من رمضان سنة 742هـ وله وقتها من العمر قرابة العشرين ثم فرغ منه بهراة يوم الأربعاء الحادي عشر من شهر صفر سنة 748هـ ويقال أن السلطان تيمورلنك علق الكتاب على باب قلعة هراة، واشتهر الكتاب وكثرت نسخه وقد طبع بالقسطنطينية سنة 1260هـ ثم في لكنو وطهران ودهلي ثم تكرر طبعه، وقد تلقى العلماء هذا الشرح بالقبول التام والاهتمام البالغ وأولوه عناية فائقة فدرسوه ووضعوا عليه الحواشي.
- الشرح المختصر على تلخيص المفتاح. ويعرف بمختصر المعاني، وهو اختصار لكتابه المطول السابق ذكره كما قال السعد في خطبته، وقد فرغ منه سنة 756هـ وقد اعتمد هذا المختصر أساسًا للتدريس في الأزهر وفي جملة من معاهد العلم، كما كتبت عليه الحواشي الوافرة الكثرة والتي تدل على عظم اهتمام العلماء به. وقد طبع الكتاب أولا بكلكتا سنة 1813م ثم في لكنو 1261هـ ثم بالقاهرة بمطبعة بولاق سنة 1271هـ مع حاشية الدسوقي ثم تكرر طبعه بعدها.
- شرح القسم الثالث من مفتاح العلوم. وهو شرح مباشر للقسم الخاص بعلم المعاني والبيان من مفتاح السكاكي، وهو من أواخر كتبه وقد فرغ منه قبيل وفاته بسنوات، وفرغ منه بسمرقند في شوال سنة 789هـ وقد اشتهر هذا الشرح وذاع إلا أنه لم يطبع حتى الآن.
- التلويح إلى كشف حقائق التنقيح. وهو حاشية على كتاب التوضيح شرح متن التنقيح وكلا الشرح والمتن لصدر الشريعة عبد الله بن مسعود المحبوبي (ت:747هـ) وقد فرغ منه بكلستان -مدينة بتركستان- في يوم الاثنين من شهر ذي القعدة سنة 758هـ وقد بلغ من العمر ستا وثلاثين سنة وهو كتاب ماتع حافل يقطع بفضل السعد ووفور عقله وعلمه. وقد أنزل العلماء الكتاب المنزلة اللائقة به فأولوه اهتمامًا وعناية فائقة فدرسوه في معظم معاهد العلم ووضعوا عليه الحواشي والتعليقات. وقد طبع الكتاب أولا في دهلي سنة 1267هـ ثم في لكنو 1281هـ مع التوضيح ثم في الأستانة ثم طبع بالقاهرة بالمطبعة الميمنية سنة 1327هـ.
- الحاشية على شرح عضد الدين الإيجي على مختصر المنتهى لابن الحاجب: وهو شرح على «مختصر منتهى السول والأمل في علمي الأصول والجدل» للإمام جمال الدين أبي عمرو عثمان بن الحاجب (ت:646هـ) وقد شرح هذا المختصر عدة شروح من أفضلها شرح عضد الدين الإيجي شيخ السعد فحشاه السعد بهذه الحاشية الرائقة الفائقة، وقد فرغ منها بخوارزم في ذي الحجة من سنة 770هـ وقد طبعت هذه الحاشية مع شرح العضد مع حاشية الجرجاني بمطبعة بولاق سنة 1319هـ.
- المفتاح. وهو في فروع الشافعية ويسمى أيضًا «مفتاح الفقه» وقد شرع فيه بسرخس سنة 782هـ على الأرجح وتوفي قبل إتمامه فأتمه حفيده يحيى بن محمد بن السعد، والكتاب لم يطبع إلى الآن.
- مختصر شرح تلخيص الجامع الكبير. والجامع الكبير في الفروع ألفه محمد بن الحسن الشيباني (ت:187هـ) ولخصه جملة من العلماء منهم كمال الدين محمد الخلاطي (ت:652هـ) وعلى هذا التلخيص عدة شروح منها شرح الإمام مسعود الغجدواني فعمد السعد إلى هذا الشرح وشرع في اختصاره وتلخيصه فتوفي قبل أن يتمه، وقد شرع فيه بسرخس سنة 786هـ على الأرجح. وهذا الكتاب لم يطبع إلى الآن.
- الحاشية على الكشاف. وهي حاشية على تفسير الكشاف للزمخشري وهي غير تامة شرع فيها بسمرقند في شهر ربيع الآخر سنة 789هـ ووافاه الأجل قبل إتمامها، وقد أطرى حاجي خليفة هذه الحاشية إطراء طويلا وذكر أنه ليس لها نظير. وقد اعتنى بها العلماء وزانوها بالدرس والتعليق ووضع عليها بعضهم الحواشي. ولا زالت الحاشية مخطوطة ولم تطبع.
- شرح الرسالة الشمسية. وهو شرح على رسالة مختصرة في المنطق ألفها نجم الدين علي بن عمر الكاتبي القزويني (ت:675هـ) وقد ألفها للخواجة شمس الدين الجويني ولذا سميت بالشمسية، وشرح السعد من أهم شروح متن الشمسية. وقد طبع في لكنو سنة 1326هـ، ولم يطبع مع المجموع المشهور ضمن شروح الشمسية في مصر، لكنه طبع حديثا (2011) في الأردن وصدر عند دار النور في عمان.
- غاية تهذيب الكلام في تحرير المنطق والكلام: وهو متن متين مختصر العبارة كثير المعاني والفوائد وجعله على قسمين: قسم في المنطق وقسم في علم الكلام، وقد ألفه بسمرقند في رجب سنة 789هـ وقد أقبل العلماء على قسم المنطق به فانتشر واشتهر ودرس في معاهد العلم المعتبرة زمنًا طويلا وصنفت عليه الشروح وفاقت العناية به القسم الكلامي الذي لم يحظ بمثل ذلك الاهتمام والشروح، وقد طبع الكتاب أولا في كلكتا سنة 1243هـ مع شرح اليزدي ثم تكرر طبعه مع شروح مختلفة بعد ذلك من أشهرها طبعة مصطفى الحلبي سنة 1355هـ مع شرح الخبيصي وحاشيتي الدسوقي والعطار.
- شرح العقائد النسفية. وهو شرح على متن العقائد الذي وضعه الإمام نجم الدين أبو حفص عمر بن محمد النسفي (ت:537هـ) والذي تعددت شروحه إلا أن شرح السعد هو أعظمها شهرة وأكثرها قبولا واهتمامًا وعناية من العلماء وقد تقرر للتدريس في جملة من معاهد العلم الشرعية المعتبرة حُقبًا من الزمن، وقد أتمه السعد بخوارزم في شعبان سنة 768هـ.
- المقاصد. وهو متن مختصر في علم الكلام متين العبارة جيد السبك.
- شرح المقاصد. وهو شرح على المتن السابق، وقد فرغ السعد من المتن وشرحه بسمرقند في ذي القعدة سنة 784هـ، وهو من أعظم كتب علم الكلام على الإطلاق إلا أن أسلوبه يميل إلى الصعوبة، وقد اعتنى به العلماء وكتبوا عليه الحواشي، وقد طبع المتن مع شرحه بإستنبول سنة 1305هـ ثم تعددت طبعاته.
- النعم السوابغ في شرح الكلم النوابغ. كتاب في فقه اللغة شرح فيه كتاب الزمخشري «نوابغ الكلم» وقد طبع الكتاب بالقاهرة بمطبعة وادي النيل سنة 1287هـ ثم في بيروت سنة 1306هـ.

## وفاته
توفي سعد التفتازاني يوم الاثنين الثاني والعشرين من المحرم واختلف في سنة وفاته والمرجح أنها 791هـ أو 792هـ الموافق 17 من يناير عام 1390م في سمرقند ودفن بها ثم نقل إلى سرخس فدفن بها يوم الأربعاء التاسع من جمادى الأولى من نفس السنة.
وقد كتب على صندوق ضريحه: «ألا أيها الزوار زوروا وسلموا على روضة الإمام المحقق والحبر المدقق، سلطان العلماء المصنفين، وارث علوم الأنبياء والمرسلين، معدل ميزان المعقول والمنقول، منقح أغصان الفروع والأصول، ختم المجتهدين أبي سعيد سعد الحق والدين مسعود القاضي الإمام مقتدى الأنام ابن عمر المولى المعظم أقضى قضاة العالم برهان الملة والدين ابن الإمام الرباني العالم الصمداني مفتي الفريقين الجامعين، سلطان العارفين قطب الواصلين شمس الحق والدين الغازي التفتازاني قدس الله أرواحهم وأنزل في فراديس الجنان أشباحهم».